# The Mayor of Casterbridge (TV-serie)
The Mayor of Casterbridge är en brittisk miniserie från 2003. Manuset är baserat på Thomas Hardys roman Borgmästaren i Casterbridge från 1886. I huvudrollerna ses Ciarán Hinds, Juliet Aubrey, Polly Walker, James Purefoy och Jodhi May.

## Rollista i urval
- Ciarán Hinds - Michael Henchard
- Juliet Aubrey - Susan Henchard
- Jodhi May - Elizabeth-Jane
- James Purefoy - Donald Farfrae
- Polly Walker - Lucetta Templeman
- Darren Hawkes - auktionsförrättare
- Jean Marsh - furmity woman
- Michael Beint - kusk
- Clive Russell - Newson
- John Surman - auktionär
- Susan Jane Tanner - återförsäljare
- Tony Haygarth - Solomon Longways